# Phidippus
Phidippus (лат.) — род аранеоморфных пауков из подсемейства Dendryphantinae в семействе пауков-скакунов (Salticidae). Представители этого рода одни из самых больших пауков-скакунов, множество видов Phidippus можно определить по зелёным, блестящим хелицерам. Названия рода, вероятно, получилось в результате речи к Цицерону Pro Rege Deiotaro (в выступлении от имени царя Дейотара): Фидиппус был рабом и врачом царя Дейотара.

## Виды
- Phidippus adonis Edwards, 2004 — Мексика
- Phidippus adumbratus Gertsch, 1934 — США
- Phidippus aeneidens Taczanowski, 1878 — Перу
- Phidippus albocinctus Caporiacco, 1947 — Гвиана
- Phidippus albulatus F. O. P-Cambridge, 1901 — Мексика
- Phidippus amans Edwards, 2004 — Мексика
- Phidippus apacheanus Chamberlin, & Gertsch, 1929 — США, Мексика, Куба
- Phidippus ardens Peckham & Peckham, 1901 — США, Мексика
- Phidippus arizonensis (Peckham & Peckham, 1883) — США, Мексика
- Phidippus asotus Chamberlin & Ivie, 1933 — США, Мексика
- Phidippus audax (Hentz, 1845) — Северная Америка, ввезён на Гавайи, Никобарские острова
- Phidippus aureus Edwards, 2004 — США
- Phidippus bengalensis Tikader, 1977 — Индия
- Phidippus bidentatus F. O. P.-Cambridge, 1901 — от США до Коста-рики
- Phidippus birabeni Mello-Leitão, 1944 — Аргентина
- Phidippus boei Edwards, 2004 — США, Мексика
- Phidippus borealis Banks, 1895 — США, Канада, Аляска
- Phidippus calcuttaensis Biswas, 1984 — Индия
- Phidippus californicus Peckham & Peckham, 1901 — Северная Америка
- Phidippus cardinalis (Hentz, 1845) — США, Мексика, Панама
- Phidippus carneus Peckham & Peckham, 1896 — США, Мексика
- Phidippus carolinensis Peckham & Peckham, 1909 — США, Мексика
- Phidippus cerberus Edwards, 2004 — Мексика
- Phidippus clarus Keyserling, 1885 — Северная Америка
- Phidippus comatus Peckham & Peckham, 1901 — Северная Америка
- Phidippus concinnus Gertsch, 1934 — США
- Phidippus cruentus F. O. P.-Cambridge, 1901 — Мексика
- Phidippus cryptus Edwards, 2004 — США, Канада
- Phidippus dianthus Edwards, 2004 — Мексика
- Phidippus exlineae Caporiacco, 1955 — Венесуэла
- Phidippus felinus Edwards, 2004 — США
- Phidippus georgii Peckham & Peckham, 1896 — от Мексики до Сальвадора
- Phidippus guianensis Caporiacco, 1947 — Гвиана
- Phidippus hingstoni Mello-Leitão, 1948 — Гвиана
- Phidippus insignarius C. L. Koch, 1846 — США
- Phidippus johnsoni (Peckham & Peckham, 1883) — Северная Америка
- Phidippus kastoni Edwards, 2004 — США
- Phidippus khandalaensis Tikader, 1977 — Индия
- Phidippus lynceus Edwards, 2004 — США
- Phidippus maddisoni Edwards, 2004 — Мексика
- Phidippus majumderi Biswas, 1999 — Бангладеш
- Phidippus mimicus Edwards, 2004 — Мексика
- Phidippus morpheus Edwards, 2004 — США, Мексика
- Phidippus mystaceus (Hentz, 1846) — США
- Phidippus nikites Chamberlin & Ivie, 1935 — США, Мексика
- Phidippus octopunctatus (Peckham & Peckham, 1883) — США, Мексика
- Phidippus olympus Edwards, 2004 — США
- Phidippus otiosus (Hentz, 1846) — США
- Phidippus phoenix Edwards, 2004 — США, Мексика
- Phidippus pius Scheffer, 1905 — от США до Коста-Рики
- Phidippus pompatus Edwards, 2004 — Мексика
- Phidippus princeps (Peckham & Peckham, 1883) — США, Канада
- Phidippus pruinosus Peckham & Peckham, 1909 — США
- Phidippus pulcherrimus Keyserling, 1885 — США
- Phidippus punjabensis Tikader, 1974 — Индия
- Phidippus purpuratus Keyserling, 1885 — США, Канада
- Phidippus putnami (Peckham & Peckham, 1883) — США
- Phidippus regius C. L. Koch, 1846 — США, Вест-Индия, остров Пасхи
- Phidippus richmani Edwards, 2004 — США
- Phidippus tenuis (Kraus, 1955) — Сальвадор
- Phidippus texanus Banks, 1906 — США, Мексика
- Phidippus tigris Edwards, 2004 — США
- Phidippus toro Edwards, 1978 — США, Мексика
- Phidippus triangulifer Caporiacco, 1954 — Французская Гвиана
- Phidippus tux Pinter, 1970 — США, Мексика
- Phidippus tyrannus Edwards, 2004 — США, Мексика
- Phidippus tyrrelli Peckham & Peckham, 1901 — Северная Америка
- Phidippus ursulus Edwards, 2004 — США
- Phidippus venus Edwards, 2004 — Мексика
- Phidippus vexans Edwards, 2004 — США
- Phidippus whitmani Peckham & Peckham, 1909 — США, Канада
- Phidippus workmani Peckham & Peckham, 1901 — США
- Phidippus yashodharae Tikader, 1977 — Андаманские острова
- Phidippus zebrinus Mello-Leitão, 1945 — Аргентина
- Phidippus zethus Edwards, 2004 — Мексика